# Love and Rockets (fumetto)
Love and Rockets è una serie a fumetti realizzata dai fratelli Gilbert "Beto", Jaime e Mario Hernandez negli anni ottanta. Rappresenta una fra le più premiate serie del fumetto americano e uno delle prime della nascente scena indipendente oltre che una pietra miliare nel fumetto alternativo degli anni '80 e '90.

## Storia editoriale
I fratelli Hernandez nel 1981 pubblicarono in proprio una edizione spillata a mano di circa 700 copie del primo numero della serie che, nel 1982, spedirono a Gary Groth, direttore editoriale del Comics Journal, una pubblicazione che era nota nel mondo del fumetto per le sue recensioni impietose. Groth rimase però positivamente colpito dallo stile degli Hernandez e propose la pubblicazione di Love and Rockets, con cadenza periodica, per Fantagraphics casa editrice dello stesso The Comics Journal. Nel settembre del 1982 venne quindi ripubblicato il primo numero della serie con una copertina a colori e in formato rivista, più grande rispetto al classico formato comic book dei fumetti statunitensi.
Uscita dal 1982 al 1996, anno della pubblicazione del cinquantesimo e ultimo numero, Love and Rockets vide lo sviluppo di diversi filoni narrativi che i fratelli Hernandez portarono avanti indipendentemente l'uno dall'altro. Nel 2001, dopo cinque anni di pausa, i tre fratelli si riunirono per una seconda serie, Love and Rockets Vol. II, pubblicata per una ventina di numeri. Dal 2008 venne invece pubblicata la terza serie, Love and Rockets Vol. III, un'edizione annuale di cento pagine.

### Edizione italiana
La serie esordì in Italia nel marzo 1988 all'interno del numero 42 di Comic Art, rivista antologica dell'omonima casa editrice, con un breve episodio di Gilbert mentre Jaime vi comparve per la prima volta due mesi dopo e in seguito continuò a essere presente nella rivista, in modo sporadico, fino al 1991. All'inizio degli anni novanta la casa editrice Macchia Nera ne acquisì i diritti per pubblicare alcuni episodi del fumetto su Lupo Alberto Magazine, un supplemento a Lupo Alberto in formato rivista e a cadenza irregolare, dal numero 0 (agosto 1991) al numero 4 (autunno 1993). A questa serie di pubblicazioni frammentarie si aggiunse il volume Love & Rockets della serie Blue Book, dedicato solo al lavoro di Jaime e stampato dalla Blue Press. 
In seguito i diritti passarono a Magic Press Edizioni che dal 1998 al 2010 intraprese la prima pubblicazione integrale della saga in ordine cronologico, con diciannove volumi, una nuova traduzione e un formato simile all'originale. Dal 2013 fu poi la Panini Comics a proporre una ristampa integrale dell'opera in formato più piccolo e riorganizzandola in due serie: una con i lavori di Jaime, intitolata Locas, e l'altra con le opere di Gilbert, intitolata Palomar.

## Trama

### Palomar
I fumetti di Gilbert "Beto" Hernandez si incentrano principalmente su un villaggio messicano fittizio: Palomar; le vicende dei suoi abitanti spesso presentano elementi narrativi vicini al realismo fantastico.
La serie è nota anche come Heartbreak Soup dal titolo del primo episodio di Gilbert e, in seguito, come Luba da uno dei personaggi principali della saga.

### Locas
La serie di storie narrate da Jaime Hernandez prende il nome di Hoppers 13 (Hoppers o Huerta è il nome di una cittadina immaginaria ispirata a Oxnard, la città natale dell'autore) e segue le vicende di un gruppo di personaggi dall'epoca in cui sono adolescenti, mentre la scena punk fiorisce nella costa occidentale degli Stati Uniti, fino al presente. La serie è nota anche come Locas (parola che significa "pazze" in spagnolo) per la peculiarità dei personaggi femminili di Jaime.
Tra i personaggi più importanti di Locas ci sono Margarita "Maggie" Luisa Chascarrillo e Esperanza "Hopey" Leticia Glass, due amiche, a volte amanti, la cui relazione complessa è al centro di numerosi episodi.

## Impatto culturale
Lo scrittore e fumettista Neil Gaiman si considera un ammiratore della serie e la definisce come una delle migliori degli ultimi 35 anni: «I was an enormous fan. I still am. I don’t really understand why the material of Love and Rockets isn’t widely regarded as one of the finest pieces of fiction of the last 35 years. Because it is.».